# Aeroporto de Bournemouth
Aeroporto de Bournemouth (IATA: BOH, ICAO: EGHH) é o aeroporto civil que a cidade de Bournemouth. 

## História
Em 2015 mais de 700.000 passageiros passaram por o aeroporto
Em dezembro de 2017, a Regional & City Airports (RCA) adquiriu Aeroporto de Bournemouth por um valor não divulgado.